# Hobro Idræts Klub 2017-2018
Questa voce raccoglie le informazioni riguardanti il Hobro Idræts Klub nelle competizioni ufficiali della stagione 2017-2018.

## Rosa pre sosta
| N. |                      | Ruolo | Calciatore               |
| -- | -------------------- | ----- | ------------------------ |
| 1  | Danimarca (bandiera) | P     | Jesper Rask              |
| 3  | Danimarca (bandiera) | D     | Jesper Bøge              |
| 4  | Danimarca (bandiera) | D     | Jacob Tjørnelund         |
| 5  | Norvegia (bandiera)  | D     | Yaw Amankwah             |
| 6  | Danimarca (bandiera) | C     | Nicholas Gotfredsen      |
| 7  | Danimarca (bandiera) | C     | Vito Hammershöj Mistrati |
| 9  | Danimarca (bandiera) | C     | Danny Olsen              |
| 10 | Norvegia (bandiera)  | A     | Pål Alexander Kirkevold  |
| 11 | Francia (bandiera)   | A     | Wilfried Domoraud        |
| 12 | Danimarca (bandiera) | C     | Jonas Brix-Damborg       |
| 13 | Danimarca (bandiera) | D     | Mads Justesen            |
| 14 | Danimarca (bandiera) | C     | Mikkel Pedersen          |

| N. |                         | Ruolo | Calciatore            |
| -- | ----------------------- | ----- | --------------------- |
| 15 | Germania (bandiera)     | D     | Björn Kopplin         |
| 16 | Danimarca (bandiera)    | P     | Nicolaj Jörgensen     |
| 17 | Danimarca (bandiera)    | A     | Edgar Babayan         |
| 18 | Danimarca (bandiera)    | A     | Onur Albayrak         |
| 19 | RD del Congo (bandiera) | D     | Honoré Kalala         |
| 23 | Stati Uniti (bandiera)  | A     | Emmanuel Sabbi        |
| 24 | Danimarca (bandiera)    | D     | Rasmus Minor Petersen |
| 26 | Danimarca (bandiera)    | C     | Martin Mikkelsen      |
| 27 | Danimarca (bandiera)    | D     | Mathias Haarup        |
| 29 | Danimarca (bandiera)    | A     | Sebastian Grønning    |
| 37 | Danimarca (bandiera)    | A     | Kasper Lynge Nielsen  |
| 80 | Zimbabwe (bandiera)     | A     | Quincy Antipas        |

- Numero giocatori in rosa: 24
- Stranieri: 7 (29,2%)
- Età media: 26,7 anni

### Rosa post sosta
| N. |                      | Ruolo | Calciatore               |
| -- | -------------------- | ----- | ------------------------ |
| 1  | Danimarca (bandiera) | P     | Jesper Rask              |
| 3  | Danimarca (bandiera) | D     | Jesper Bøge              |
| 4  | Danimarca (bandiera) | D     | Jacob Tjørnelund         |
| 5  | Norvegia (bandiera)  | D     | Yaw Amankwah             |
| 6  | Danimarca (bandiera) | C     | Nicholas Gotfredsen      |
| 7  | Danimarca (bandiera) | C     | Vito Hammershöj Mistrati |
| 5  | Iraq (bandiera)      | D     | Frans Dhia Putros        |
| 9  | Danimarca (bandiera) | C     | Danny Olsen              |
| 10 | Norvegia (bandiera)  | A     | Pål Alexander Kirkevold  |
| 11 | Francia (bandiera)   | A     | Wilfried Domoraud        |
| 12 | Danimarca (bandiera) | C     | Jonas Brix-Damborg       |
| 13 | Danimarca (bandiera) | D     | Mads Justesen            |

| N. |                        | Ruolo | Calciatore            |
| -- | ---------------------- | ----- | --------------------- |
| 14 | Danimarca (bandiera)   | C     | Mikkel Pedersen       |
| 15 | Germania (bandiera)    | D     | Björn Kopplin         |
| 16 | Danimarca (bandiera)   | P     | Nicolaj Jörgensen     |
| 17 | Danimarca (bandiera)   | A     | Edgar Babayan         |
| 23 | Stati Uniti (bandiera) | A     | Emmanuel Sabbi        |
| 24 | Danimarca (bandiera)   | D     | Rasmus Minor Petersen |
| 26 | Danimarca (bandiera)   | C     | Martin Mikkelsen      |
| 27 | Danimarca (bandiera)   | D     | Mathias Haarup        |
| 29 | Danimarca (bandiera)   | A     | Sebastian Grønning    |
| 37 | Danimarca (bandiera)   | A     | Kasper Lynge Nielsen  |
| 77 | Danimarca (bandiera)   | A     | Alexander Baun        |
| 80 | Zimbabwe (bandiera)    | A     | Quincy Antipas        |

- Numero giocatori in rosa: 24
- Stranieri: 7 (29,2%)
- Età media: 27,1 anni

## Trasferimenti estivi
| Acquisti | Acquisti                 | Acquisti   | Acquisti           |
| R.       | Nome                     | da         | Modalità           |
| -------- | ------------------------ | ---------- | ------------------ |
| A        | Emmanuel Sabbi           | Las Palmas | gratuito           |
| C        | Danny Olsen              | Aarhus     | gratuito           |
| D        | Mathias Haarup           | Brabrand   | gratuito           |
| P        | Nicolaj Jörgensen        | Aalborg    | gratuito           |
| D        | Rasmus Minor Petersen    | Helsingør  | gratuito           |
| C        | Vito Hammershöj Mistrati | Helsingør  | gratuito           |
| A        | Edgar Babayan            | Randers    | ?                  |
| A        | Sebastian Grønning       | Aalborg    | ?                  |
|          | 8 acquisti               |            | spesa totale = 0 € |

| Cessioni | Cessioni           | Cessioni      | Cessioni              |
| R.       | Nome               | a             | Modalità              |
| -------- | ------------------ | ------------- | --------------------- |
| C        | Sebastian Andersen | Fremad Amager | gratuito              |
| A        | Lucas Jensen       | Vendsyssel    | gratuito              |
| C        | Mads Schäfer Bak   | Brabrand      | gratuito              |
| P        | Alexander Nybo     | Fredericia    | gratuito              |
| A        | Anders Holvad      | Fredericia    | gratuito              |
| C        | Kasper Povlsen     | Vendsyssel    | gratuito              |
| D        | Babajide Ogunbiyi  |               | ritiro                |
| D        | Rune Hastrup       |               | ritiro                |
| A        | Edgar Babayan      | Randers       | fine prestito         |
|          | 9 cessioni         |               | guadagno totale = 0 € |
|          |                    |               | saldo finale = 0 €    |

## Trasferimenti invernali
| Acquisti | Acquisti          | Acquisti   | Acquisti |
| R.       | Nome              | da         | Modalità |
| -------- | ----------------- | ---------- | -------- |
| D        | Frans Dhia Putros | Fredericia | gratuito |
| A        | Alexander Baun    | Skive      | gratuito |
|          |                   |            |          |

| Cessioni | Cessioni      | Cessioni | Cessioni   |
| R.       | Nome          | a        | Modalità   |
| -------- | ------------- | -------- | ---------- |
| A        | Onur Albayrak |          | svincolato |
|          |               |          |            |
|          |               |          |            |